# Henryk Sucharski
Henryk Sucharski (12. listopadu 1898 Gręboszów, Polsko – 30. srpna 1946 Neapol, Itálie) byl polský voják.
Absolvoval gymnázium v Tarnówě. Účastnil se bojů jak v první, tak také ve druhé světové válce. Na počátku září 1939, když německá armáda napadla Polsko, velel základně na severopolském poloostrově Westerplatte, který se nachází u města Gdaňsk na pobřeží Baltského moře. Útokem z lodi SMS Schleswig-Holstein na tento poloostrov začaly boje druhé světové války. V tu dobu se na základně nacházela jednotka o síle asi dvou set mužů, která pod Sucharského vedením dokázala po dobu sedmi dnů vzdorovat německé přesile čítající tři a půl tisíce vojáků. Pak ale kapitulovala a vydala se do rukou útočníků.
Po krátkém pobytu v německých tranzitních táborech byl Sucharski 26. října 1939 internován v zajateckém táboře na hradě Hohnstein. Zbytek války strávil v různých táborech, během evakuace z tábora Oflag II-D utrpěl při nehodě zranění, ze kterých se do konce války nevzpamatoval. Poté, co byl osvobozen Američany, se 28. května 1945 připojil ke II. polskému armádnímu sboru v Itálii, kde krátce velel 6. karpatské střelecké brigádě. V srpnu 1946 byl odeslán do britské vojenské nemocnice v Neapoli, kde s ním hovořil Melchior Wańkowicz. Několik dnů po rozhovoru Sucharski zemřel na zánět pobřišnice a byl pohřben na polském válečném hřbitově v Casamassimě nedaleko Bari. Ostatky byly navráceny 1. září 1971 do Polska, kde byly s vojenskými poctami pohřbeny na Westerplatte, a Sucharski obdržel komandérský kříž Virtuti Militari.
Melchior Wańkowicz vydal v roce 1948 krátkou povídku Westerplatte, kde je Sucharski ústřední postavou. V poválečných letech se Wańkowiczovo líčení neohroženého velitele odolávajícího v bezvýchodné situaci stalo zdrojem informací o bitvě. Mýtus byl opakován i v množství dalších knih a filmů a teprve v devadesátých letech se pravda o Sucharského roli v boji na Westerplatte stala známější. Podle obecného mínění byl pro komunistický režim v Polsku přijatelnější potomek rolníka a švec než potomek polské šlechty Franciszek Dąbrowski, který bojoval v bitvě coby jeho nejbližší podřízený.

## Fotogalerie

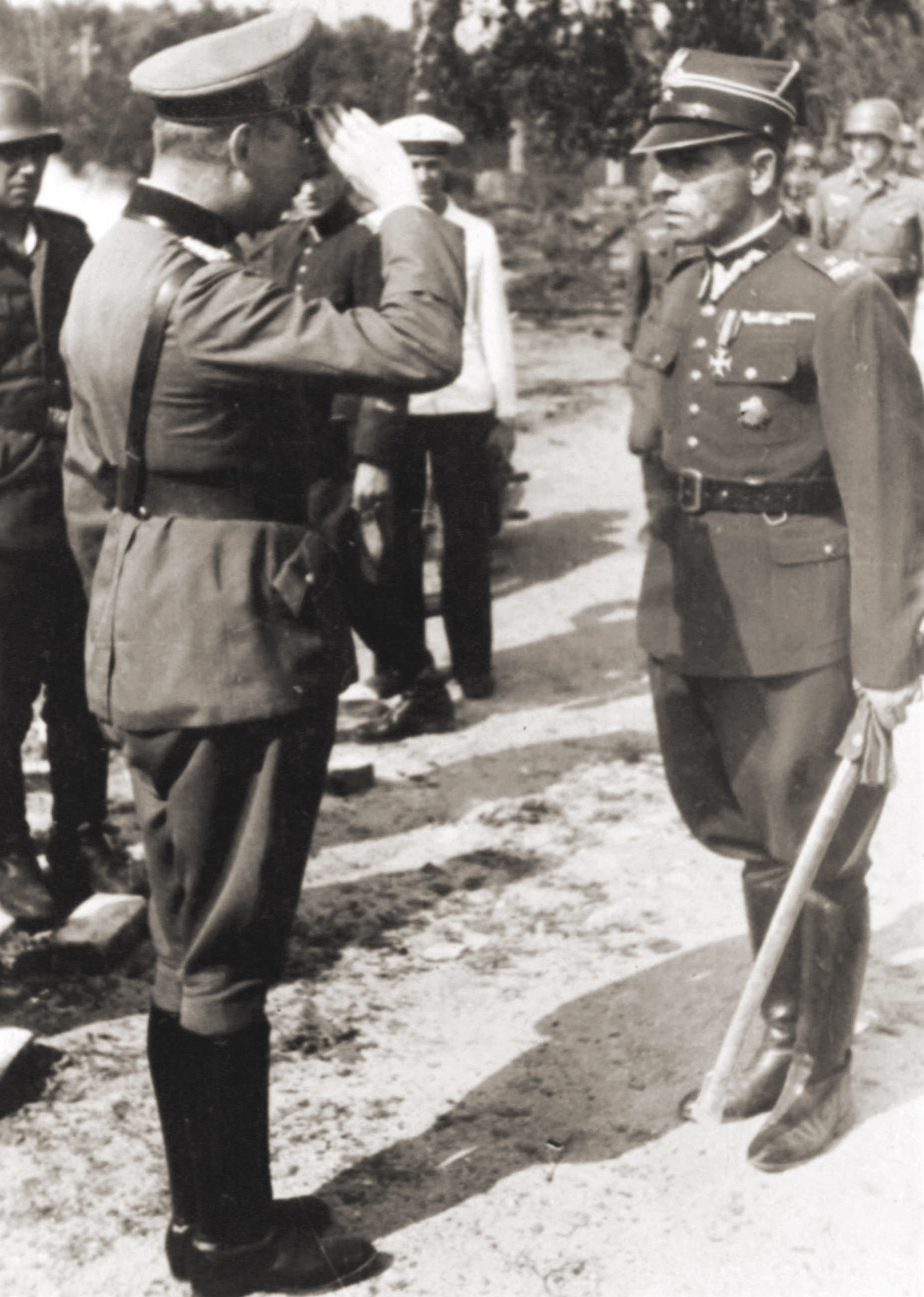
Georg-Friedrich Eberhardt (vlevo) přijímá kapitulaci Polska na Westerplatte z rukou H. Sucharského
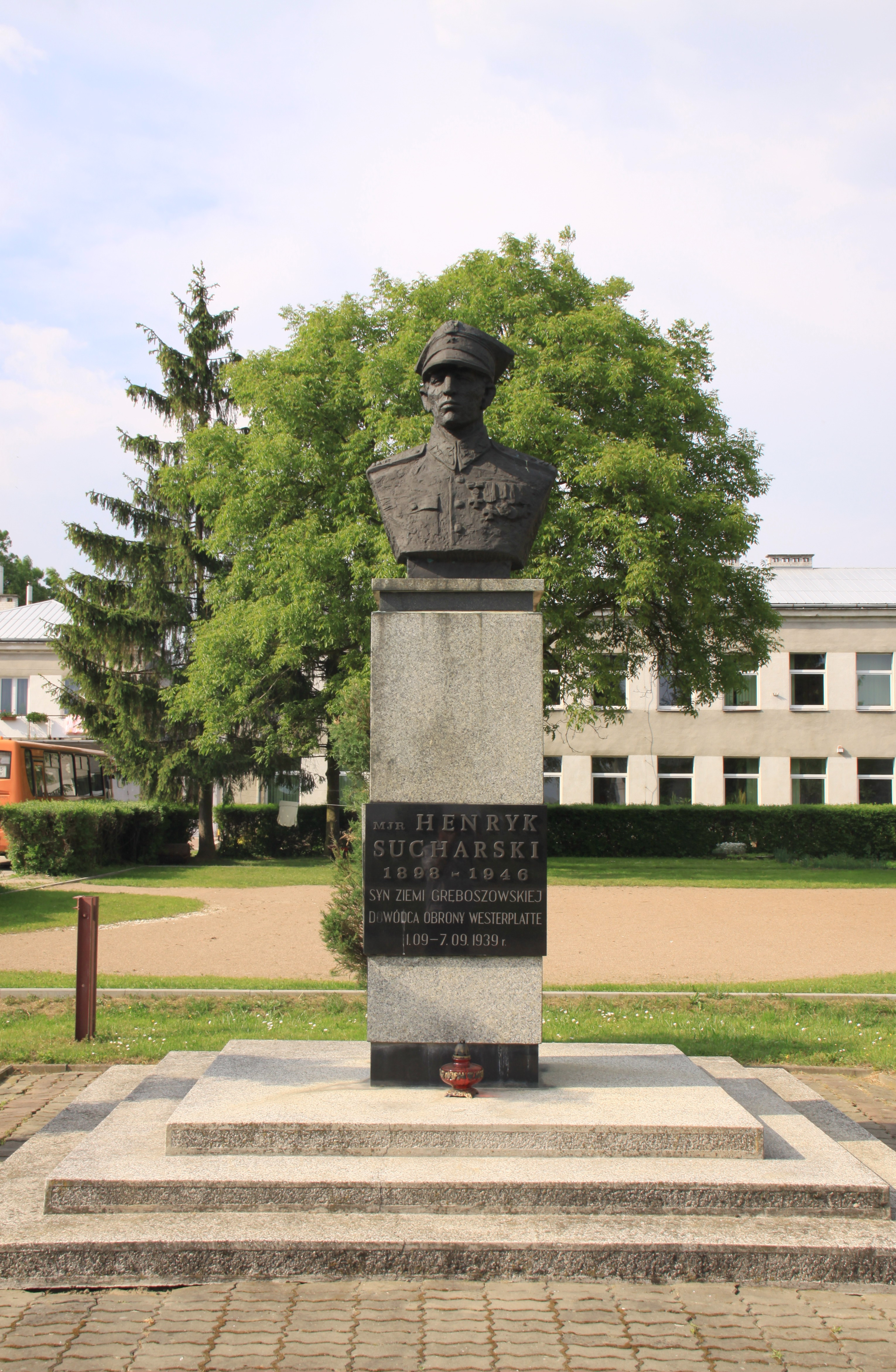
Pomník v rodném Gręboszówě
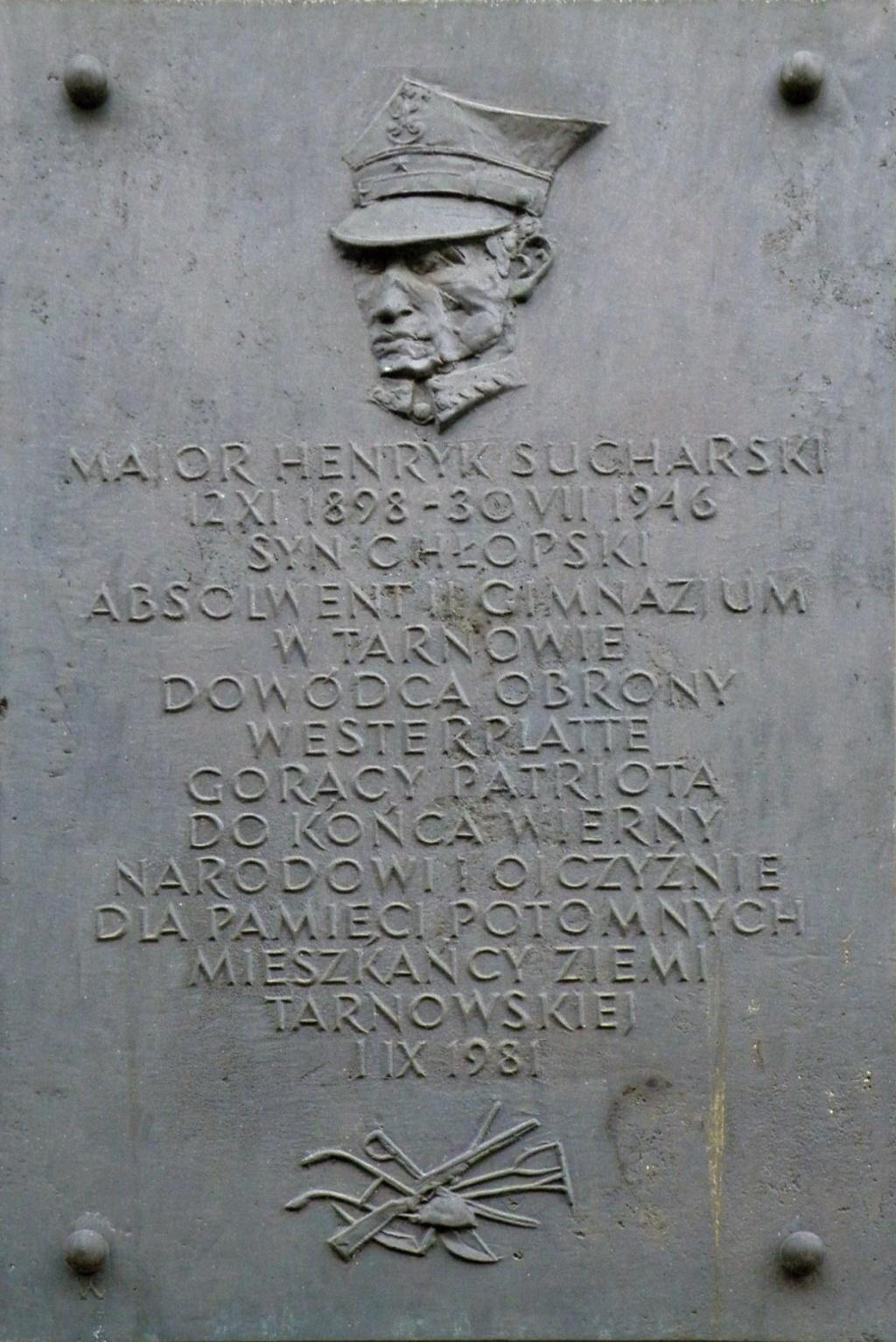
Pamětní deska v Tarnówě
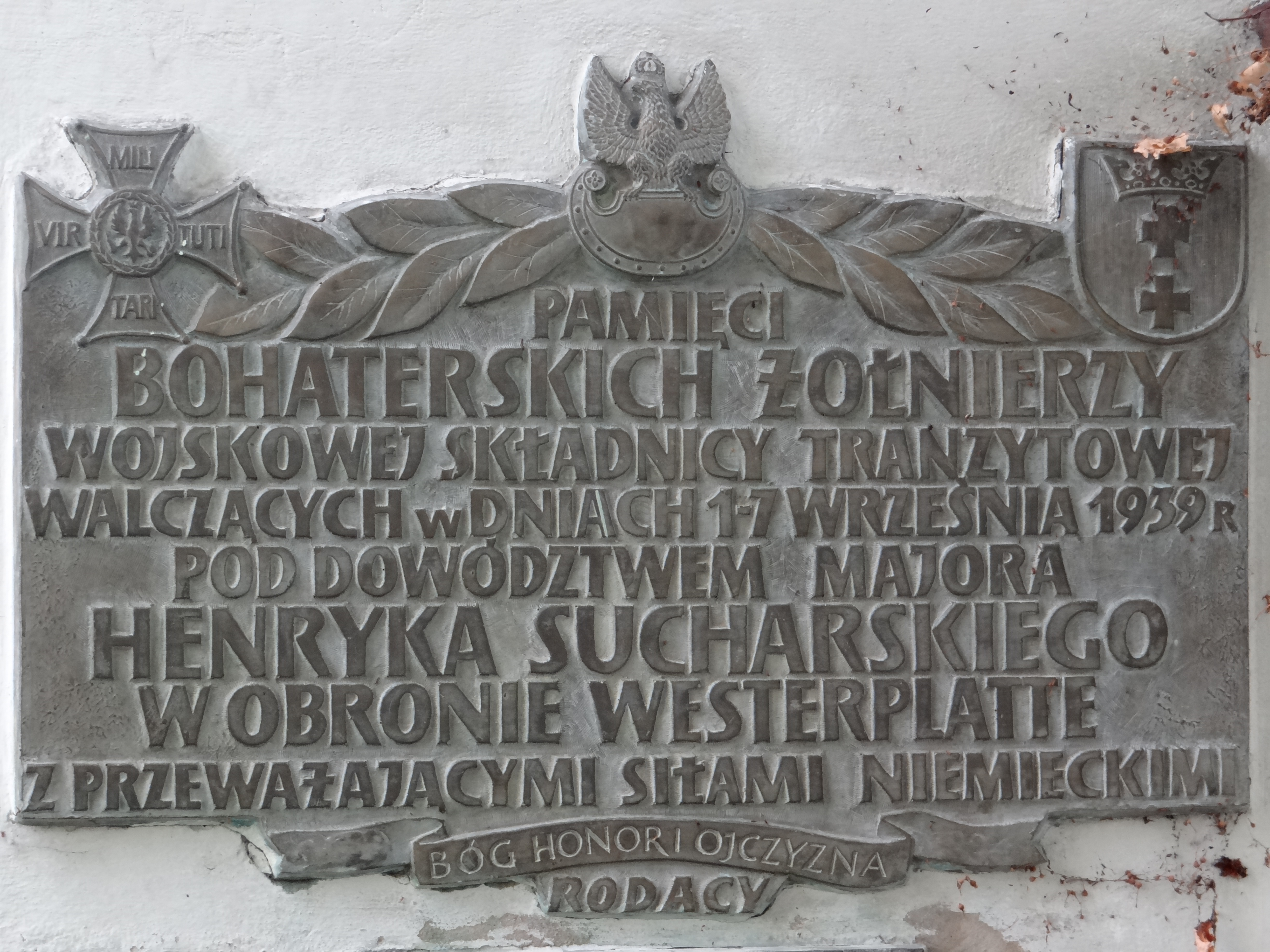
Pamětní deska věnovaná obráncům Westerplatte (Klášter Wąchock)